# Boreosignum subtilis
Boreosignum subtilis är en kräftdjursart som först beskrevs av Brian Frederick Kensley 1976.  Boreosignum subtilis ingår i släktet Boreosignum och familjen Paramunnidae. Inga underarter finns listade i Catalogue of Life.